# Абдумуратов, Шамар
Шамар Абдумуратов (узб. Шамар Абдумуродов; род. 1928 год, Акмачит Сурхан-Дарьинский округ, Узбекская ССР) — старший чабан госплемзавода «Кабадиан» Шаартузского района Таджикской ССР. Герой Социалистического Труда (1973). Депутат Верховного Совета Таджикской ССР 9-го созыва.

## Биография
Родился в 1928 году в крестьянской семье в кишлаке Акмачит Сурхан-Дарьинского округа Узбекской ССР. В раннем детстве его семья переехала в Шаартузский район Таджикской ССР. С 1945 года — чабан в животноводческом хозяйстве (позднее — государственный племенной завод «Кабадиан» Шаартузского района). В 1954 году назначен старшим чабаном. В 1962 году вступил в КПСС.
Показывал высокие трудовые результаты в овцеводстве. По итогам работы в годы восьмой пятилетки (1966—1970) награждён орденом Ленина.
Досрочно выполнил личные социалистические обязательства девятой пятилетки (1971—1975). Указом Президиума Верховного Совета СССР от 6 сентября 1973 года «за большие успехи, достигнутые во Всесоюзном социалистическом соревновании, и проявленную трудовую доблесть в выполнении принятых обязательств по увеличению производства и заготовок продуктов животноводства в зимний период 1972—1973 годов» удостоен звания Героя Социалистического Труда с вручением ордена Ленина и золотой медали «Серп и Молот».
Избирался депутатом Верховного Совета Таджикской ССР 9-го созыва.
Трудился на племзаводе до выхода на пенсию в 1990 году. Проживал в Хатлонской области Таджикистана.
Награды
- Герой Социалистического Труда (06.09.1973)
- Орден Ленина — дважды (08.04.1971; 06.09.1973)